# Люберцы II
Лю́берцы II (Лю́берцы Вторы́е) — железнодорожная станция Казанского направления Московской железной дороги в городе Люберцы Московской области. Станция была открыта в 1912 году. По основному применению является участковой, по объёму работы отнесена к 1 классу (ранее — ко 2-му классу). Крупная товарная и промышленная станция.
Люберцы II — первая станция после разделения путей Казанского и Рязанского направления. Станция не оборудована турникетами, есть валидаторы.
На станции находится одна островная пассажирская платформа для электропоездов.
В сторону посёлка Некрасовка от станции отходят подъездные пути к бетонному заводу (бетонный завод № 4 комбината Мосинжбетон).
На момент 1966-1967ых годов, вместо настила был наземный (не крытый) пешеходный мост.